# 吾妻ひでお
吾妻 ひでお（あづま ひでお、本名：吾妻 日出夫（読み同じ）、1950年〈昭和25年〉2月6日 - 2019年〈令和元年〉10月13日）は、日本の漫画家。
北海道・十勝郡浦幌町宝町出身。血液型はO型。
1969年、『月刊まんが王』（秋田書店）12月号掲載の『リングサイド・クレイジー』（吾妻日出夫名義）でデビュー。『週刊少年チャンピオン』で連載した『ふたりと5人』（1972年 - 1976年）のヒットで地位を確立する。以後、『不条理日記』、『ななこSOS』などSF・ナンセンス色の強い作風で人気をえる。1979年、日本初のロリコン同人誌『シベール』に同人作家として作品を発表する。
1985年ごろから低迷期に入り、自殺未遂事件や失踪事件を起こし、アルコール依存症治療のため精神病院に入院する。2005年に同時期の体験を描いた『失踪日記』を出版し、日本漫画家協会賞大賞や文化庁メディア芸術祭マンガ部門大賞、イタリア・グラン・グイニージ賞を受賞し、日本の漫画家の作品として初めてイグナッツ賞にノミネートした。

## 経歴

### 生い立ち
幼少期は野山を元気に駆け回っていたが、5歳の頃に両親が離婚。父は後に再婚し、父と義母に育てられる。実母と引き離されたトラウマで後年まで閉所恐怖症に苦しむ。十二指腸潰瘍で入退院を繰り返していた。中学時代まで浦幌町で過ごした。本人曰く「あまり学校行ってないんでちょっと馬鹿です」とのこと。

### 初期
石ノ森章太郎の『マンガ家入門』に触発され漫画家を志す。北海道浦幌高等学校在学中、『COM』主宰のマンガ愛好団体であるぐらこん北海道支部に参加。当時のぐらこん北海道支部には大和和紀や忠津陽子がいた。
1968年に高校を卒業し、漫画家志望の仲間たちと共に上京して凸版印刷に就職するが、1か月で退職。板井れんたろうのアシスタントに採用され、仕事のかたわら『週刊少年サンデー』（小学館）や『まんが王』（秋田書店）の読者欄などに無記名のカットやコママンガを描く。
1969年、『まんが王』12月号付録「プロレスなんでも百科」に「リングサイド・クレイジー」を発表。これが漫画家としてのデビュー作である。
1970年、『まんが王』で連載を獲得し独立（『二日酔いダンディー』）。当時の作品は、軽いタッチのギャグ漫画にもかかわらず全体のノリは不条理で、ところどころにSFのエッセンスをちりばめ、アメリカン・ニューシネマの影響も感じさせるという作風であった。このころ、ページ内の1コマを1コママンガとして完結させるという試みを多く行っている。同年、『週刊少年サンデー』で、初の週刊誌連載となる『ざ・色っぷる』を連載するが、6回で連載終了。
1972年、『週刊少年チャンピオン』（秋田書店）で、ハレンチコメディ路線で売ろうとした編集者の阿久津邦彦の熱心な介入のもとで『ふたりと5人』を連載し、大きな人気を得る。巨根が「ピカー」と光る東大生の先輩は読者に強烈な印象を残した。しかしこれは吾妻にとって不本意な作品であり、後年のインタビュー等で「あれは編集部主導のもので、あまり乗り気でなかった。出力20%程度で執筆していた。」「あーホント、描きなおしたいね、今からでも(笑)。」等の発言をしている。吾妻曰く。編集者は「ハダカ」（エロ）ばかり要求し、ギャグとSFには無関心だった。吾妻は自分本来の資質とのギャップに悩む。吾妻は連載終了を編集部に再三申し入れたが、人気がなくなるまで受け入れられなかった。
1973年に『プレイコミック』（秋田書店）、1974年には『月刊プリンセス』（同）で連載を開始、青年漫画誌や少女漫画誌へ活動の場を広げる。この時期には週刊連載・月刊連載含め月産130ページの原稿を執筆していた。
私生活では1973年に結婚し、1980年に長女、1983年に長男をもうけている。妻は『ふたりと5人』連載初期までと、失踪後の執筆再開後に吾妻のアシスタントをつとめており、『うつうつひでお日記』などでは「アシスタントA」として登場、「アシスタントB」は長女、「アシスタントC」は長男である。妻は漫画家夫人による4コマ漫画を掲載する「奥様漫画」という企画に4コマ漫画2本を寄稿、商業誌デビュー。吾妻作品に先駆けて長男を漫画デビューさせた。

### ブーム期
1976年に『ふたりと5人』が連載終了。『プレイコミック』連載の『やけくそ天使』、『チャンピオン』連載の『みだれモコ』『チョッキン』などに不条理・SFテイストを復活させはじめる。
1978年には『月刊OUT』（みのり書房）で初の特集記事「吾妻ひでおのメロウな世界」が組まれ、同年に創刊した『Peke』（同）などの漫画マニア向け新興誌に執筆する機会が増える。同年12月『別冊奇想天外No.6 SFマンガ大全集Part2』（奇想天外社）に執筆した『不条理日記』はSF小説のパロディをふんだんに用い、翌1979年の第18回日本SF大会の星雲賞コミック部門を受賞した。同年には自販機本『劇画アリス』（アリス出版）に『不条理日記』の続編を連載して、「不条理漫画」というジャンルの開拓者とみなされている。1979年から不条理・SF系の作品を収録した単行本が続々と刊行され、1980年には『ぱふ』『リュウ』で特集が組まれる。1981年には『奇想天外』臨時増刊として『吾妻ひでお大全集』が発売されるなどブームは最高潮に達した。その半面、1979年末までに一般少年・少女誌での連載がすべて終了、執筆の場は青年誌とマニア誌へ完全に移行した。この時期、大友克洋、いしかわじゅんとともに、SFマンガのニューウェーブ御三家と呼ばれた。
また1979年から沖由佳雄、蛭児神建らとともに日本初のロリコン同人誌『シベール』（無気力プロ）をコミックマーケットで販売。1980年からは川本耕次の依頼で自販機本『少女アリス』（アリス出版）に「純文学シリーズ」と題してロリコン漫画を発表する。これを嚆矢として、コミックマーケットではロリコン同人誌が大人気となる。当時、メジャー誌出身の漫画家が同人誌やエロ本に描くことはきわめて異例であった。メジャー誌出身の漫画家がポルノ誌に進出したことは周囲に衝撃を与え、吾妻は商業誌・同人誌ともに1980年代のロリコンブームの立役者とみなされている。
1977年から1979年にかけて『月刊プリンセス』（秋田書店）に連載された『オリンポスのポロン』は1982年に『おちゃ女神物語 コロコロポロン』としてアニメ化され、テレビアニメ放映と並行してコミカライズ版が『100てんコミック』に連載された。また1980年から1985年にかけて『ポップコーン』及び『ジャストコミック』に連載された『ななこSOS』も1983年にフジテレビ系列でアニメ化され、これが商業的には最も成功した作品となった。
1983年4月、『SF大会本』（虎馬書房刊）に発表した「冷たい汗」は、それまでのアニメ絵とは違った劇画的な絵で、その年のSF大会の様子を描いている。自分のホームグランドにすら違和感を覚え、声をかけられただけでギクリとしてしまう疲れ果てた作者の姿が描かれている。
1984年、連作『夜の魚』『笑わない魚』を『少年少女SFマンガ競作大全集』（東京三世社）に発表。「冷たい汗」の絵とも異なる暗い絵で、自分の生活をシュールリアリスティックに描いている。

### 低迷期
この時期の吾妻の生活は、脚色を加えた上で『失踪日記』として作品化されている。
1980年代半ばから約8年にわたる沈黙期に入る。その間に2度長い失踪をしている。吾妻は従来より鬱病または躁鬱の傾向があったが、1990年代後半にはアルコール依存症となり入院している。
1990年代後半に再び漫画作品を発表し始める。ある出版社に持ち込みをしたとき、若い編集者は吾妻ひでおフォロワーの無名のマンガ家と思い、失礼な対応をしたという。

#### 1度目の失踪
1989年11月 - 1990年2月。一日中酒を飲んでは寝るという生活を繰り返しているうちにうつが重くなり、山で首つり自殺をしようとしたが失敗。そのまま埼玉県入間市の雑木林でホームレス生活を始める。初めは食糧にも困っていたが、やがて毎日大量の廃棄の食物が捨てられるスーパーのゴミ捨て場を知り、失踪前より太るほどの食事にありつけることとなった。深夜に駅前でシケモクを拾っていたとき、警官に発見・保護された。

#### 2度目の失踪
1992年4月 - 1992年8月ごろ、大塚英志に『夜の魚』（太田出版）のあとがき『夜を歩く』（『失踪日記』の最初のエピソード）を宅配便で送ったその足で再び失踪する（西東京市東伏見または小金井公園近辺において）。同年8月ごろ、アル中の上森さん（仮称）にスカウトされて東京ガスの孫受け会社で配管工として働きはじめる。肉体労働をしていると芸術活動がしたくなり、社内報に四コマ漫画を投稿し採用された。しかし仮名の「東」がメジャー誌で連載していたことがある漫画家だとは誰にも気付かれなかったという。当時の東京ガスの広報誌では、「東英夫」という仮名で、本人のイラストと共に「雑誌や広告のさし絵など20年近くも描いてきたという」と紹介されている。
翌年春、「上森さん」に譲られ乗っていた自転車が盗難車(譲られた時に上森さんに防犯登録のシールを削るように唆されたが、吾妻はその時酒に酔っていたため判断が付かず従ってしまった)だったため、警察の職務質問を受けた際に逮捕され、家族に連絡される。その後も半年間配管工の仕事を続けている。

#### アルコール依存と治療
1980年代半ばから盛んに飲酒し、「アル中」と自称していたが、吾妻の場合は2回の失踪を挟んだこともあって、一般的なアルコール依存症患者よりも症状の進行が遅かった。しかし1997年の暮れには手に震えが来るようになっており、1998年春までには重症のアルコール依存症、すなわち眠っている時以外は酒が手離せなくなるという「連続飲酒」状態になっていた。その状態が半年続き、しだいに奇行が多くなりまた自殺未遂なども行う様になり、同年12月25日、家族によって三鷹市の某病院に強制入院させられる。入院中は患者による自治会の役員に選出され、女性入院患者1人と共にレクレーション係を担当した。退院間際に自作の鉛筆デッサン画を中野ブロードウェイのまんだらけに買取に出した際はその買取金額の安さに「俺も落ちる所まで落ちたって感じ?」と逆にすがすがしい気分になったという。1999年春、3か月の治療プログラムを終了して退院。以後、断酒を続けた。

### 『失踪日記』出版後
2005年3月、『失踪日記』を出版。1度目の失踪を描いた「夜を歩く」、2度目の失踪を描いた「街を歩く」、アルコール依存と治療の時期を描いた「アル中病棟」を収録している。出版とともに各メディアで話題となり、第34回日本漫画家協会賞大賞、第9回文化庁メディア芸術祭マンガ部門大賞、第10回手塚治虫文化賞マンガ大賞、第37回日本SF大会で星雲賞ノンフィクション部門を受賞した。なお、「漫画三賞」といわれる、日本漫画家協会賞大賞、文化庁メディア芸術祭マンガ部門大賞、手塚治虫文化賞マンガ大賞を3賞とも受賞したのは、2007年時点で吾妻だけであった。
テーマの暗さにもかかわらずあっけらかんと描かれているが、吾妻は「自分を第三者の視点で見るのは、お笑いの基本ですからね」と片づけている。

#### ギャグ漫画家引退宣言
『失踪日記』出版当時のインタビュー（『芸術新潮』2005年5月号）などで「仕事は来ないし、限界だし、自分を苦しめるだけなので、ギャグ漫画をやめる」と宣言、公式サイトには「今後は暗い漫画を描くつもり」と書いた。しかしその後も、雑誌連載、単行本のあとがき、公式サイトなどでギャグ要素の強い作品を発表し続けており、結局のところ、やめようとしてもやめられないとのことであるが、植田まさしのようなホームドラマを描いていきたいともしている。
2011年には明治大学博物館で展覧会が、2013年には西武百貨店池袋本店の西武ギャラリーで原画展が開かれた。
2012年、KAWADE夢ムック（編集：穴沢優子）で刊行された『吾妻ひでお〈総特集〉―美少女・SF・不条理ギャグ、そして失踪』（河出書房新社）が、第43回日本SF大会で星雲賞ノンフィクション部門を受賞した。
2013年10月、アルコール依存症の入院経験を作品化した『失踪日記2 アル中病棟』を刊行。

### 晩年
2017年3月、食道癌が判明し、入院闘病中であることを、自らのツイッターで明かす。同年5月、手術を終え退院し、自宅療養中であると公表。食道を切除し胃を吊り上げる手術だった。
2019年10月13日、都内の病院で死去。69歳だった。
2019年11月30日、築地本願寺の第二伝道会館において「ファン葬」が行われ、長年にわたり吾妻と交友のあった人々が献花に訪れた。弔辞は萩尾望都などが務めた。
2020年、第40回日本SF大賞で功績賞を受賞。

## ロリコンブームとの関連
吾妻ひでおが漫画界におけるロリコンブームの火付け役だったと主張する論客は、大塚英志をはじめ複数存在しており、吾妻が無視できない存在であることは間違いない。
エロ劇画誌の『劇画アリス』や自販機本の『少女アリス』（いずれもアリス出版刊）に作品を発表したことは、漫画の世界で表と裏の境界を低くする動きの始まりであり、また『少女アリス』に発表した「純文学シリーズ」は、後のロリコン漫画に直結する作品である。大塚英志は純文学シリーズを「最初の確信犯的な“ロリコンまんが”」と呼び、のちのロリコンまんがはこの再生産物にすぎないとまで述べている。
1983年『ななこSOS』がアニメ化放映される一方、このような成人向け雑誌出版社との交流を前後して、1970年代末から始まった写真家清岡純子、近藤昌良などの少女ヌード写真集と専門誌の流行が重なり、吾妻はそこにイラスト作品などを寄稿している。ロリコンブームの出版物大半は成人向け図書規制または自主規制を課していたが、尖鋭化する写真集や雑誌グラビアに対して1985年から1987年にかけて捜査当局からわいせつ判断が下され摘発と書類送検（ヘイ!バディーや清岡純子の項目参照）されるまで根本しのぶといった商業CMで活躍する子役モデルが起用されるほど社会的な禁忌意識は薄く、またロリコンと児童ポルノに対する風当たりが強くなる以前で世論は寛容もしくは無関心だったこと、吾妻の投稿した成人出版物は発行部数が少なく、裏の活動が広く知れわたることなく表裏ある執筆活動に一般から批判を寄せられることはなかった。
ちなみに、ロリコンブームの一躍を担った美少女コミック誌『レモンピープル』や『漫画ブリッコ』においては、吾妻とアシスタントたちが作った同人誌『シベール』の同人たちが多数起用されている（ただし『漫画ブリッコ』の編集者であった大塚英志は、単行本『夜の魚』に吾妻と『ブリッコ』では仕事依頼はしていないと記述している）。

### 純文学シリーズ
1979年冬には業界最大手の自販機本専門出版社・アリス出版の看板雑誌『少女アリス』の川本耕次編集長（三流劇画ブーム・ロリコンブームの仕掛け人）から吾妻のもとに「ロリコン（美少女）ものを描いてください。純文学みたいなやつ」という依頼があり、商業誌初のロリコン漫画「純文学シリーズ」を1980年1月頃から1980年9月まで連載する（1981年7月に奇想天外社から『陽射し』として単行本化された）。
この連作は吾妻が得意とするギャグやSFを離れ、叙情的に描かれた美少女のエロティシズムを明確なテーマとしており、後のロリコン漫画〜美少女コミックに直結する最重要作品群とみなされている。大塚英志は著書において、
と評価している。
また大塚はメジャー少年誌で活動していた吾妻が突如としてアリス出版の自販機本にロリコン漫画を発表したことを「漫画の世界で表と裏の境界を低くする動きの始まりであった」と評価している。そのため大塚は吾妻のことを
- 「まんが界の中にあった少年週刊誌を頂点とするヒエラルキーを最初に崩した一人」[69]
- 「ぼくが師事したみなもと太郎の時代には、少年誌出身のまんが家がエロ雑誌に書くことは凋落を意味したが、わずか数年の後の吾妻ひでおの時代にはむしろそれは快挙となる」[70]
- 「メジャー少年まんが誌のまんが家が自販機本というエロ本の中でも最底辺であるメディアに現役のまま登場するというのはあり得ないことでした。もちろんこういった壁はばかげたものでしかありません。そして吾妻ひでおはこの壁を最初に乗り越え無化していったまんが家だったのです」[71]

と日本の漫画史におけるエポックメイキングな存在として位置づけている。
なお大塚が言うように、メジャー少年誌・少女誌で活動するプロの漫画家が、同人誌のみならず「最底辺のエロメディア」と呼ばれた自販機本に成人向け漫画を発表することは前代未聞のことであった（吾妻によれば、古巣の秋田書店から警告を受けていたが無視したという。このような経緯から吾妻ひでおは商業誌・同人誌ともにロリコン漫画の開拓者とみなされている。
『純文学シリーズ』は、吾妻ひでおが1980年1月頃から1980年9月まで自販機本『少女アリス』（アリス出版）に連載した一連の成人向け漫画作品の通称。いわゆるロリコン漫画のルーツとされる記念碑的作品群であり、おおこしたかのぶは「ロリコン漫画を文学的表現にまで高めた作品」「それはペダンチックなロリコンファンの趣向に合致し、ロリコンであることの後ろめたさへの免罪符の役割を果たした」と評している。
発表の場が自販機本になったのは、吾妻が海外SF小説を元ネタにしたマニアックなパロディ漫画『どーでもいんなーすぺーす』を連載していたニューウェーブ漫画雑誌『Peke』（みのり書房）の担当編集者であった川本耕次が自販機本出版専門のアリス出版に移籍したからで、自販機本に発表することに何らかの意図や目的があった訳ではないが、当時はメジャー少年誌出身の漫画家が成人向けの自販機本に、それも写真・文芸中心の非漫画誌『少女アリス』に執筆することは、それだけで「事件」であった。連載はアリス出版の分裂にともなう川本の退職（同社から派生した群雄社に移籍）とともに打ち切りとなるが、翌年7月の『少女アリス』廃刊にともない、吾妻は全8頁からなる短編『海から来た機械』を終刊号に寄稿している。
単行本はアリス出版から発行されず、1981年7月に奇想天外社から『陽射し』のタイトルで表題作含む「純文学シリーズ」8作品のほか『マンガ奇想天外 SFマンガ大全集』No.4（1981年1月）に掲載された「帰り道」と描き下ろしのイラスト集「妄想画廊」を加えて、漫画単行本としては大変珍しいB5判ハードカバーの装幀で単行本化された。
その後、同年7月26日に紀伊國屋書店新宿本店で行われた『陽差し』の刊行記念サイン会には多数のファンが集まり、時間内でサインが終わらず、会場を倉庫に変えて夜まで続行する事態となった。
自販機本『少女アリス』掲載作品
| 作品名                                 | 作品を収録している単行本 | 初出                                                       | 発表年月     | 担当編集者 | 発行所     |
| -------------------------------------- | --- | ---------------------------------------------------------- | ------------ | ---------- | ---------- |
| ゴタゴタブラザース「我ら、少女を愛す」 | 人間失格（1980年 奇想天外社） ワンダー・AZUMA HIDEO・ランド2 （2016年 復刊ドットコム） | プレイコミック 1974年 少女アリス Vol.7 1980年1月号（再録） | 1974年       | 川本耕次   | アリス出版 |
| 午後の淫荒                             | 陽射し（1981年 奇想天外社） 十月の空（1984年 双葉社） 夜の魚（1992年 太田出版） COMIC新現実 Vol.3（2005年 角川書店） 夜の帳の中で（2006年 チクマ秀版社） 陽射し -reissue-（2018年 復刊ドットコム） | 増刊少女アリス                                             | 1980年1月?   | 川本耕次   | アリス出版 |
| 水仙                                   | 陽射し（1981年） 十月の空（1984年） 夜の魚（1992年） 夜の帳の中で（2006年） 陽射し -reissue-（2018年）                                                                                             | 少女アリス Vol.8 1980年3月号                               | 1980年2月    | 川本耕次   | アリス出版 |
| さまよえる魂                           | 陽射し（1981年） 十月の空（1984年） 夜の魚（1992年） 夜の帳の中で（2006年） | 少女アリス Vol.9 1980年4月号                               | 1980年3月    | 川本耕次   | アリス出版 |
| 不思議ななんきん豆                     | 陽射し（1981年） 十月の空（1984年） 夜の魚（1992年） 夜の帳の中で（2006年） 陽射し -reissue-（2018年）                                                                                             | 少女アリス Vol.11 1980年6月号                              | 1980年5月6日 | 川本耕次   | アリス出版 |
| 夜のざわめき                           | 陽射し（1981年） 十月の空（1984年） 夜の帳の中で（2006年） さまよえる成年のための吾妻ひでお （2013年 河出書房新社） 陽射し -reissue-（2018年）                                                     | 少女アリス Vol.12 1980年7月号                              | 1980年6月    | 川本耕次   | アリス出版 |
| 陽射し                                 | 陽射し（1981年） 十月の空（1984年） 夜の魚（1992年） 夜の帳の中で（2006年） さまよえる成年のための吾妻ひでお（2013年） 陽射し -reissue-（2018年）                                                  | 少女アリス Vol.13 1980年8月号                              | 1980年7月    | 川本耕次   | アリス出版 |
| 水底                                   | 陽射し（1981年） 十月の空（1984年） 夜の魚（1992年） 夜の帳の中で（2006年） 陽射し -reissue-（2018年）                                                                                             | 少女アリス Vol.14 1980年9月号                              | 1980年8月    | 川本耕次   | アリス出版 |
| 夕顔                                   | 陽射し（1981年） 十月の空（1984年） 夜の帳の中で（2006年） 陽射し -reissue-（2018年） | 少女アリス Vol.15 1980年10月号                             | 1980年9月    | 川本耕次   | アリス出版 |
| 海から来た機械                         | 海から来た機械（1982年 奇想天外社） 十月の空（1984年） 夜の魚（1992年） コミックスクライマックス エッチ編 （1995年 竹書房） 夜の帳の中で（2006年） 陽射し -reissue-（2018年）                      | 少女アリス Vol.25 1981年8月号                              | 1981年7月    | 草間緑     | アリス出版 |
| 妄想画廊                               | 陽射し（1981年） 夜の帳の中で（2006年） 陽射し -reissue-（2018年） | 単行本『陽射し』用 描き下ろし                              | 1981年7月    | 千頭俊吉   | 奇想天外社 |

耽美雑誌『JUNE』掲載作品
| 作品名               | 作品を収録している単行本                                                                                                   | 初出         |
| -------------------- | --- | ------------ |
| 九月怪談             | 海から来た機械（1982年） 十月の空（1984年） 夜の帳の中で（2006年）                                                         | 1981年10月号 |
| 愛玩儀式             | 海から来た機械（1982年） 十月の空（1984年） 吾妻ひでお童話集（1996年 筑摩書房） さまよえる成年のための吾妻ひでお（2013年） | 1982年1月号  |
| ラブ・ミー・テンダー | 十月の空（1984年） 吾妻ひでお童話集（1996年）                                                                              | 1982年5月号  |
| ストレンジ・フルーツ | 十月の空（1984年） 吾妻ひでお童話集（1996年） 陽射し -reissue-（2018年）                                                   | 1982年9月号  |
| ジャアクダブラー     | 十月の空（1984年） 贋作ひでお八犬伝（1985年）                                                                              | 1983年1月号  |
| MAIDO ONAJIMI        | ミニティー夜夢（1984年 双葉社）                                                                                            | 1983年5月号  |
| 野獣の檻             | ミニティー夜夢（1984年 双葉社）                                                                                            | 1983年9月号  |
| ガデム               | 十月の空（1984年） 吾妻ひでお童話集（1996年） 陽射し -reissue-（2018年）                                                   | 1984年1月号  |
| 横穴式               | 十月の空（1984年） 夜の魚（1992年） 吾妻ひでお童話集（1996年）                                                             | 1984年5月号  |
| ひでお童話集         | ひでお童話集（1984年 双葉社） 吾妻ひでお童話集（1996年）                                                                   | 1984年9月号  |
| KOTATU               | 贋作ひでお八犬伝（1985年）                                                                                                 | 1985年3月号  |

## スター・システム
吾妻ひでおは手塚治虫的なスター・システムを使ったことでも知られている。ただし、彼の使うスター的キャラクターは変態的、あるいは病的であり、それが特徴でもある。以下に代表的なものを挙げる。
吾妻ひでお
作者の戯画化である。「あじましでお」「あるまじろお」などさまざまな呼称が使われる。北海道出身の知人からもらったリンゴ箱を机代わりとして執筆。右目の方が大きく（これは「二重瞼」の表現である。）、ぼさぼさ髪。とてもいじましく、すぐに落ち込む。ロリコン。唐突に顔を出す例が多いが、『ドクターアジマフ』シリーズなどで主役を張っている。登場する際、髪型が違ったりヒゲがあったりなかったりする。
現実→キャラへのベクトルが高いと髪の毛がベタ黒で無精ひげなど表れる。
三蔵
肥満体ではげ頭にサングラスをかけている。名前の由来は、そもそもは『きまぐれ悟空』で三蔵法師として登場したため。とにかく素直にスケベ。後に『エスパー三蔵』で主役を張り、『チョコレート・デリンジャー』ではあらゆる変態技を駆使する一方で家庭持ちの中年男の悲哀をも表現した。
不気味
やや長髪の下に三白眼、それにマスクをしているやせぎすの男。常に落ち込んでおり、口数少ない。マゾヒスティック。初登場の「ゴタゴタマンション」では“無気味”と表記されていた。「不気味が走る」「とつぜんDr.」で主役を張った。なお、「ドクターアジマフ」シリーズなどに登場するR.ブキミは本キャラクターをリデザインしロボット化したものだが、設定上は別個のキャラクターである。
ナハハ
禿頭、肥満体、大きく見開いた眼、カタレプシーのために開いたままの口。あらゆる表情を示さない。吾妻ひでおキャラでもっとも非人間的とも言える。名前は笑い方から。初登場は「おしゃべりラブ」の大家。大家は彼の定番。「シッコモーロー博士」では天才的科学者として主役を張る。ちなみにカタレプシーで口を開いたままのキャラクターは吾妻作品に頻出する。彼には家族が存在しており、妻は大蛇、長男はトラウマ、次男は忍者である。
伊藤
モブキャラクター。通行人。彼以外にも多数の名も無きモブキャラが、スターシステムとして数多くの作品に登場する（それらのモデルは吾妻と共に北海道から上京してきた友人たち）。
なお、三蔵、不気味、ナハハは吾妻ひでおの三大変態キャラとも言われる。これが総出演したのが「ひでお童話集」の「3人の王子」で、そこではこの順に「上の王子は変態性欲、次の王子は変態の上に変な顔、下の王子はなんだかわからないもの」と称されている。

## 交友・影響関係

### 影響を受けた人物
松久由宇
北海道浦幌高等学校時代の同級生。天才的に漫画が上手く、吾妻がプロの漫画家を目指す動機を作った。
板井れんたろう
アシスタントとして師事し、「笑い目で泣く」「笑い目で汗をかく」という表現法の影響を受けた（これは高橋留美子らにも遺伝している）。板井の漫画『ドタマジン太』には吾妻をモデルにした「ヒデ公」が登場する。
手塚治虫
手塚流のスター・システムの影響を受け、作品中に作者の分身（あじましでお）などを頻繁に登場させた。吾妻は、強弱の無い線と丸っこい絵柄は手塚の影響であると語っている。手塚も生前、吾妻の作品を高く評価しており、吾妻の漫画について「全体の雰囲気が非常に今風の、シンセサイザーのような作品」と評している。
石ノ森章太郎
アマチュア時代に石ノ森の『少年のためのマンガ家入門』を愛読。高校時代の絵柄は石ノ森のマネだったと「私はこうしてマンガ家した」で述懐した。女の子をかわいく描くことに注力したのも石ノ森の影響だという。「手塚さん以上の影響を受けたかもしれない」とインタビューで発言している。「プランコ君」では「ファンタジーワールド・ジュン」のパロディを試みている。
筒井康隆
熱心なファンで、形式破壊・不条理・スラップスティック（ドタバタ）というスタイルを受け継ぐ。インタビューでそれを指摘された際、「筒井さんに近づけた」と喜んだというエピソードがある。
永井豪
影響を受けた漫画家の一人。『不条理日記』で、永井の作品『真夜中の戦士』のパロディシーンがある。また、吾妻は自身の漫画制作チームを「無気力プロダクション」と称していたが、これは永井が設立した漫画制作プロダクション「ダイナミックプロ」をもじったものである。

### 影響を与えた人物
悟東あすか
小学生時代から吾妻家に出入りし、吾妻ひでおから直接漫画の描き方を教わった。
庵野秀明
アマチュア時代に制作した『DAICON III オープニングアニメ』（1981年）に、科特隊姿の不気味やナハハ、ゴモラの格好をした三蔵を登場させた。
竹本泉
仕事中は影響されないように吾妻作品を読まないようにしている。「エロとグロのない吾妻ひでお」と呼ばれたことがある。
坂本龍一
1981年小学館から刊行された「YMO写真集 OMIYAGE」で好きなもの・興味のあるものを列挙した写真の中に吾妻の作品「海馬」の1コマがあり、「今一番自分に近いものを感じる人」とコメントしている。同年、東京三世社「少年少女SFマンガ競作大全集」誌上で吾妻ファンとしてインタビューに応じている。なお、吾妻の長男は坂本にちなんで名付けられた。
水田恐竜
作者の単行本「オトナのお菓子」の質問コーナーで吾妻ひでおが好きな漫画家に入っている他、単行本「天空の乙姫たち」ではあとがきに「私の尊敬する吾妻ひでお先生にオビを書いていただいて、これだけでもマンガ家やっていてよかった」とコメントしている。
リアド・サトゥフ
フランスの漫画家リアド・サトゥフは吾妻ひでおから影響を受けたことを公言しており、『失踪日記』が『未来のアラブ人』の創作意欲を刺激したと述べている。
吉田秋生
早くから吾妻ファンを公言していた。その縁で、「奇想天外臨時増刊号 吾妻ひでお大全集」で吾妻と対談している
ほかにも、吾妻ファンであることを公言したことのある人物は、安彦良和、亀和田武、川又千秋、柴門ふみ、高橋留美子、山本直樹、諸星大二郎、まつもと泉、和田慎二などと、枚挙にいとまがない。

### 友人など
いしかわじゅん
ギャグマンガ家同士の「抗争」相手として吾妻作品にさかんに登場。評論家の高信太郎はいしかわを「リトル・メジャー」、吾妻を「ビッグ・マイナー」と評し、いしかわは吾妻への評をひそかにうらやんだ。手塚治虫はふたりの仲の良さをからかって、当時連載していた漫画「七色いんこ」（秋田文庫版4巻に収録）に高校の校長役（吾妻）と番長の彼女の母親役（いしかわ）として登場させ、キスをさせたのち結婚させた。
大友克洋
いしかわ・吾妻とともに、SFマンガ・ニューウェーブの御三家と呼ばれた。
橋本治
早い時期から吾妻を高く評価しており、著書『花咲く乙女たちのキンピラゴボウ』で作品論を執筆している。
谷山浩子
古くから交流があり、1984年に谷山が書いた詩を思わせるような文章に吾妻がコマ画をつける形式で合作漫画『輪舞 －ロンド－』を発表している。
とり・みき
熱心な吾妻ファン。1995年に吾妻と対談した際、「失踪の話はキャラクターを猫にして…」と言った吾妻に対し、「吾妻さんが（ゴミ箱を）あさったほうが面白いですよ（笑）」と進言した。吾妻はとりの意見も参考にして『失踪日記』を執筆したことをのちの対談で明らかにしている。
沖由佳雄
吾妻の元アシスタントで、同人誌『シベール』では編集長を務めた。『オリンポスのポロン』のエロースや、『ななこSOS』のDr.チャバネのモデル。
蛭児神建
『シベール』の同人。『ななこSOS』『スクラップ学園』などに登場した“変質者”のモデル。蛭児神の著書『出家日記―ある「おたく」の生涯』出版の際は吾妻が出版社との間をとりもった。
米澤嘉博
『月刊OUT』『ぱふ』の吾妻特集、奇想天外臨時増刊『吾妻ひでお大全集』での吾妻へのロングインタビューなどの記事・評論を執筆した。米澤が持つペンネームの一つ「阿島俊」はもともと吾妻作品の評論を執筆する際のペンネームであった。自らが所属する「迷宮」が『劇画アリス』の編集を請け負ったこともある（吾妻は『るなてっく』を執筆）。私的な交友もあり、『ぶらっとバニー』に登場した食えないアニメーターは米澤の似顔絵を基にしたキャラクターである。
中山星香
吾妻とは『月刊プリンセス』連載時からの顔なじみである。吾妻は『シベール』の創刊準備号に、中山星香が矢吹れいこ名義で発表した『日ペンの美子ちゃん』のパロディ漫画を描いたが、吾妻は矢吹れいこが中山星香の別名義であるということを近年まで知らなかったというエピソードがある。
萩尾望都
吾妻は妻の影響で1972 - 1973年頃から萩尾の少女漫画を読み始め、次第に熱中するようになり、竹宮惠子、木原敏江といった他の少女漫画家作品にも手を出すようになった。その後、吾妻と萩尾は二度合作漫画を描き、また、対談も行うなど、吾妻と関係の深い人物となっている。

## 受賞歴

### 国内
- 第10回星雲賞コミック部門受賞（『不条理日記』）
- 第34回日本漫画家協会賞大賞受賞（『失踪日記』）[1]
- 第9回文化庁メディア芸術祭マンガ部門大賞受賞（『失踪日記』）[1][99]
- 第10回手塚治虫文化賞マンガ大賞受賞（『失踪日記』）
- 第37回星雲賞ノンフィクション部門受賞（『失踪日記』）
- 第40回日本SF大賞功績賞[100][101]

### 海外
- アングレーム国際漫画祭公式セレクション（2008年、『失踪日記』）[102]
- ニューヨーク・マガジン2008年文化賞 グラフィックノベル部門1位（『失踪日記』）[103]
- グラン・グイニージ賞受賞（2019年、『失踪日記』）
- フメットロジカ - 2019年の外国のグラフィックノベル ベスト10（『失踪日記』）[104]
- イグナッツ賞ノミネート（『失踪日記』）[5]

## 単行本リスト
- ふたりと5人（秋田書店、少年チャンピオンコミックス全12巻 1974年5月 - 1976年12月）
- おしゃべりラブ（秋田書店、プリンセスコミックス全2巻 1976年4月 - 1977年11月）
- シッコモーロー博士（朝日ソノラマ、サンコミックス全1巻 1976年9月）
- きまぐれ悟空（朝日ソノラマ、サンコミックス全2巻 1977年3月）
- ちびママちゃん（秋田書店、少年チャンピオンコミックス 1977年5月 - 1978年3月）
- エイト・ビート（朝日ソノラマ、エイト・ビートサンコミックス全2巻 1977年6月）
- みだれモコ（双葉社、パワァコミックス全1巻 1977年9月）
- チョッキン（秋田書店、 少年チャンピオンコミックス全4巻 1977年10月 - 1978年7月）
- やけくそ天使（秋田書店、秋田漫画文庫全5巻 1977年10月 - 1980年5月）
- セクシー亜衣（朝日ソノラマ、 サンコミックス全1巻 1978年3月）
- ネムタくん（講談社、KCコミックス全2巻 1978年4月 - 1978年7月）
- オリンポスのポロン（おちゃめ神物語コロコロポロンのタイトルでアニメ化）（秋田書店 プリンセスコミックス全2巻 1979年6月 - 7月）
- パラレル狂室（奇想天外社、奇想天外コミックス全1巻 1979年6月）
- 吸血鬼ちゃん（奇想天外社、奇想天外コミックス全1巻 1979年8月）
- 不条理日記（奇想天外社、奇想天外コミックス全1巻 1979年12月）
- 吾妻ひでおに花束を（虎馬書房、阿島俊編・大日本吾妻漫画振興会、1979年12月）
- やどりぎくん（秋田書店、少年チャンピオンコミックス全1巻 1980年1月）
- 人間失格（東京三世社、マイコミックス全1巻 1980年3月）
- 美美（朝日ソノラマ、サンコミックス全1巻 1980年3月）
- メチル・メタフィジーク（奇想天外社、奇想天外コミックス 吾妻ひでお作品集1（SFギャグ傑作集） 1980年7月）
- 贋作ひでお八犬伝 （奇想天外社、奇想天外コミックス 吾妻ひでお作品集2（マジカル・ミステリー伝奇ギャグ） 1980年8月）
- アニマル・カンパニー（東京三世社、マイコミックス全1巻 1980年9月）
- ぶらっとバニー（徳間書店、アニメージュコミックス全2巻 1980年10月 - 1982年6月）
- 格闘ファミリー（奇想天外社、奇想天外コミックス 吾妻ひでお作品集3（少年漫画傑作集） 1980年10月）
- 翔べ翔べドンキー（秋田書店、プリンセスコミックス全1巻 1980年11月）
- ざ・色っぷる（奇想天外社、奇想天外コミックス 吾妻ひでお作品集4（初期傑作集） 1980年12月）
- スクラップ学園（秋田書店、秋田漫画文庫全3巻 1981年1月 - 1983年6月）
- 吾妻ひでお大全集（阿島俊編、奇想天外・臨時増刊号 - 1981年5月）
- PAPER NIGHT（東京三世社、少年少女SFマンガ競作大全集増刊号 1981年3月）
- 好き! すき!! 魔女先生 （徳間書店、アニメージュコミックス全1巻 1981年4月）[105]
- 陽射し（奇想天外社、全1巻 1981年7月）
- 妖精の森（虎馬書房、全1巻 1981年7月）※同人誌。
- ミャアちゃん官能写真集（自費出版、全1巻 1981年8月）
- 魔法使いチャッピー（徳間書店、アニメージュコミックス全1巻 1981年9月）[106][105]
  - 東映製作の同名TVアニメのコミカライズ
  - 併録『チャキチャキベイビー』（西田明日美原作 1973年 テレビマガジン連載）[107]）『ナマズン』（秋山正原作）『おしゃべりラブ』
- やけくそ黙示録（朝日ソノラマ、サンコミックス全1巻 1982年1月）
- 海から来た機械（奇想天外社、全1巻 1982年3月）
- 仁義なき黒い太陽 ロリコン編 「ロリコン大全集」（群雄社出版 1982年5月31日（「ミニティー夜夢」秋田書店 PLAY COMICS SERIES 1984年12月30日発売に再録）
- ハイパードール（秋田書店、プレイコミックシリーズ全1巻 1982年6月）
- ぶつぶつ冒険記（東京三世社、 マイコミックス全1巻 1982年8月）
- チョコレート・デリンジャー（秋田書店、プレイコミックシリーズ全1巻 1982年8月）
- マジカルランドの王女たち（サンリオ、全1巻 1982年12月）
- ぱるぷちゃんの大冒険 THE ADVENTURE OF AMAZING BEAUTY PULP ぱるぷ 1983/2/25
- ななこSOS（アニメ化）（光文社、ジャストコミック増刊全5巻 1983年6月 - 1986年7月）
- おちゃめ神物語コロコロポロン（アニメ化にあわせて連載されたもの） 100てんランドコミックス全1巻（双葉社、1983年7月）
- ミャアちゃんラブワールド（秋田書店、BEST HIT SERIES全1巻 1983年7月）
- ななこMY LOVE 吾妻ひでお（光文社、イラスト・ブック ジャストコミック増刊 1983年11月）
- ひでおコレクション 1 ひでお童話集 双葉社(アクションコミックス) 1984/11/1
- ひでおコレクション 2 十月の空 双葉社(アクション コミックス) 1984/11/1
- 魔ジョニア❤いぶ（秋田書店、プレイコミックシリーズ全1巻 1984年10月）
- ひでおコレクション 3 すみれ光年 双葉社(アクションコミックス) 1984/12/1
- ミニティー夜夢（秋田書店、プレイコミックシリーズ全1巻 1984年12月）
- ひでおコレクション 4 天界の宴 双葉社(アクションコミックス)　1985/1/1
- ひでおコレクション 5 大冒険児 双葉社(アクションコミックス)　1985/2/1
- コミコミ特別編集 吾妻ひでおスペシャル 白泉社 1985/2/10
- 大冒険児（双葉社、アクションコミックスHideo Collection 5 1985年3月）
- ひでおコレクション 6 陽はまた昇る 双葉社(アクション コミックス) 1985/3/1
- あめいじんぐマリー（秋田書店、プレイコミック ひでおランド1 1985年4月）
- ひでおコレクション 7 ときめきアリス 双葉社(アクションコミックス)　1985/4/1
- 贋作ひでお八犬伝 秋田書店(プレイコミックス ひでおランド2) 1985/5/1
- ぱるぷちゃんの大冒険（ぱるぷ、ぱるぷコミックス全1巻 1985年6月）
- 幕の内デスマッチ!!（白泉社、ジェッツコミックス全1巻 1985年9月）ISBN 4592130650
- Oh!アヅマ（ぶんか社、ぶんかコミックス全1巻 1995年8月）ISBN 4821194406
- 夜の魚（太田出版、太田COMICS―芸術漫画叢書 1992年9月）ISBN 4872330749
- 銀河放浪（マガジンハウス、マグコミックス全2巻 1995年9月 - 1997年9月）ISBN 4838707142ほか
- ななこSOS（マガジンハウス、マグコミックス全5巻 1996年）
- ぶらっとバニー（マガジンハウス、マグコミックス全2巻 1997年）
- 幕の内デスマッチ!!（マガジンハウス、マグコミックス全1巻 1997年）
- メチル・メタフィジーク（マガジンハウス、マグコミックス全1巻 1997年）
- 贋作ひでお八犬伝（マガジンハウス、マグコミックス全1巻 1998年）
- 格闘ファミリー（マガジンハウス、マグコミックス全1巻 1998年）
- 二日酔いダンディー（マガジンハウス、マグコミックス全1巻 1999年）
- アズマニア（早川書房・ハヤカワ文庫JA、全3巻 1996年3月 - 7月）ISBN 4150305439ほか
  - 『ぶつぶつ冒険記他』『不条理日記他』『やけくそ黙示録他』
- ネオ・アズマニア（早川書房・ハヤカワコミック文庫、全3巻 2006年11月 - 2007年1月）ISBN 4150308675ほか
  - 『メチル・メタフィジーク』『ハイパードール』『ぱるぷちゃんの大冒険』
- クラッシュ奥さん（ぶんか社、ぶんか社コミックス全2巻 1998年8月 - 2002年3月）ISBN 4821196913ほか
- 二日酔いダンディー（マガジンハウス、マグコミックス全1巻 1999年3月）ISBN 4838711387
- 吾妻ひでお童話集 筑摩書房・ちくま文庫 1996年12月
- 吾妻ひでおの不自由帖（まんだらけ、全1巻 1999年12月）
- エイリアン永理（ぶんか社、ぶんか社コミックス全1巻 2000年4月）ISBN 4821198193
- 産直あづまマガジン - （自費出版、2001年7月 - ）
- 輪舞 －ロンド－  完全復刻版 （作詞・谷山浩子、SFアラモード、2005年2月） ※通信販売
- 失踪日記（イースト・プレス、2005年3月）ISBN 4872575334
- うつうつひでお日記 （角川書店、2006年7月）ISBN 4048539779
  - うつうつひでお日記 DX （角川グループパブリッシング・角川文庫、2008年8月) ISBN 4041600561ほか
- うつうつひでお日記 その後 （角川グループパブリッシング、2008年9月）ISBN 9784048542463
- 逃亡日記 （日本文芸社、2007年1月）ISBN 4537254653
- 地を這う魚 ひでおの青春日記 （角川書店、2009年3月）ISBN 9784048541442　のち角川文庫
- オリンポスのポロン (1)  - (2) （早川書房・ハヤカワコミック文庫、2005年2月 - 2007年1月）ISBN 4150307822ほか
- ななこSOS (1)  - (3) （早川書房・ハヤカワ文庫JA、2005年3月 - 5月）ISBN 4150307865ほか
- ときめきアリス 定本（チクマ秀版社、2006年6月）ISBN 480500455X
- 夜の帳の中で 吾妻ひでお作品集成 （チクマ秀版社、2006年8月）ISBN 4805004568
- 便利屋みみちゃん （ぶんか社、2006年10月）ISBN 482118351X
- チョコレート・デリンジャー （青林工藝舎、2008年1月）ISBN 978-4883792573
- ぶらっとバニー完全版（徳間書店、全2巻、2008年）
- 21世紀のための吾妻ひでお Azuma Hideo Best Selection 山本直樹監修 河出書房新社– 2012/1/26
- ぶらぶらひでお絵日記 （角川書店、2012年2月）ISBN 9784041201152
- ポスト非リア充時代のための吾妻ひでお Azuma Hideo Best Selection 菊地成孔監修　河出書房新社 2012/4/21
- よいこのための吾妻ひでお Azuma Hideo Best Selection とり・みき監修 河出書房新社 2012/7/25
- さまよえる成年のための吾妻ひでお Azuma Hideo Best Selection 町田ひらく監修 2013/4/25
- あるいは吾妻ひでおでいっぱいの吾妻ひでお (Azuma Hideo Best Selection) 中川いさみ監修　河出書房新書 2013/9/24
- 狂想曲 美少女コレクション 1969-2013 河出書房新社 2013/10/30 ISBN 9784309274478
- 失踪日記2 アル中病棟 （イースト・プレス、2013年10月）ISBN 9784781610726
- カオスノート （イースト・プレス、2014年9月）ISBN 9784781612423
- ひみつのひでお日記 （角川書店、2014年9月）ISBN 9784041022634
- ワンダー・AZUMA HIDEO・ランド（復刊ドットコム、2015年2月）ISBN 9784835451817
- マイ・コラボレーション・ワークス (復刊ドットコム、2016/1/30) ISBN 9784835452968
- ワンダー・AZUMA HIDEO・ランド 2 （復刊ドットコム、2016年3月）ISBN 9784835453217
- 吾妻ひでお ベストワークス 悶々亭奇譚 復刊ドットコム 2016/9/17
- 吾妻ひでお ベストワークス2 ゆうれい日和 復刊ドットコム 2017/3/22
- 吾妻ひでおベストワークス3 スクラップ学園 上下 復刊ドットコム 2018/2/20-2018/3/20
- 吾妻ひでおの自由帖 復刊ドットコム 2018/7/30 ISBN 9784835456058
- 陽射し -reissue- 復刊ドットコム 2018/11/30 ISBN 9784835456300
- 吾妻ひでお Early Collection 復刊ドットコム 2019/2/27
- 不条理日記 完全版 復刊ドットコム 2019/9/20
- ななこSOS 完全版 コミック 全3巻セット 復刊ドットコム 2020/2/16

### 共著
- まるまる新井素子 シャピオ(別冊SFイズム 1)　1983/5/20
- ひでおと素子の愛の交換日記<正・続・新>（新井素子との共著）
- 実録!あるこーる白書（西原理恵子との対談。協力、月乃光司）

### イラスト提供作品
- バイバイ スクール －学校の七不思議事件－（はやみねかおる作、わくわくライブラリー、青い鳥文庫）
- オタカラ ウォーズ －迷路の町のUFO事件－（はやみねかおる作、わくわくライブラリー）（ハードカバー版のみ）
- BH85 （森青花作、新潮社）
- ……絶句 上・下 （新井素子著、ハヤカワ文庫）
- ふたりのかつみ （新井素子著、角川書店）
- 草上仁の ハヤカワSF文庫作品
- マッドサイエンス入門（堀晃著、新潮文庫）
- いさましいちびのトースター （トマス・M・ディッシュ著／浅倉久志訳）（ハードカバー版のみ）
- いさましいちびのトースター火星にいく （トマス・M・ディッシュ著／浅倉久志訳）（ハードカバー版のみ）
- 恋愛詐欺師 （岩井志麻子著、文藝春秋）
- へろ （クルムヘトロジャン作、知佳舎ウロン文学選集11、自費出版）
- ふるむまかをめら （ベーホ作、知佳舎ウロン文学選集19、自費出版）
- 時空の支配者 （ルーディ・ラッカー著／黒丸尚訳／新潮文庫）ラッカーの初長編翻訳作品
- わたしは可愛い三月兎（仙波龍英著、歌集）

### その他の仕事
- 特撮ドラマ『好き! すき!! 魔女先生』 アンドロ仮面コスチュームデザイン（1971 - 1972年）
- 早稲田外語の英語教則本 ヘイスティデザイン（1972 - 1973年）
- 特撮番組『ぐるぐるメダマン』 キャラクターデザイン、アイキャッチのイラスト（1976年）
- 劇場版『クラッシャージョウ』（1983年、松竹富士系）※アニメ映画。スペシャル・デザイン（クルップアウチ）
- ガス屋のガス公（1993年2月号 東京ガス社内報）
- ゲームリプレイ『空軍大戦略』（猿1号著、1994年4月号 - 10月号、角川書店月刊コンプティーク）※キャラクターデザイン、挿絵、一コマ漫画
- 池猫（実業之日本社『筒井漫画瀆本』描き下ろし 1995年10月）
- アル中くん（刈谷病院の情報誌 「ハーモネット」[108]　第17号2014年7月 - 第21号2016年7月）
- 『諸星大二郎 デビュー50周年記念 トリビュート』 特別参加[109]（河出書房新社、2021年）

### 他の漫画家によるリメイク
- 海から来た機械（古屋兎丸著『Garden』に収録、イースト・プレス）

### 単行本未収録作品
- 未発表作品[要校閲]
  - 最期の男（1966年?）
  - 殺し屋マック（1968年?）
  - すぷりんぐ（1969年?（「文藝別冊 吾妻ひでお 美少女・SF・不条理ギャグ、そして失踪」にて初掲載））
  - 我れらのアイドル ポップタン（1969年?）
  - カラス（1972年（「吾妻ひでおに花束を」にて初掲載））
  - つばさ（1979年（「奇想天外臨時増刊号 吾妻ひでお大全集」にて初掲載））
  - チーねずみ（1980年5月?（「文藝別冊 吾妻ひでお 美少女・SF・不条理ギャグ、そして失踪」にて初掲載））
- ミニミニマンガ（1969年 週刊少年サンデー）
- エスパー六大超能力!（1970年 まんが王）
  - 宇宙ラッシュ!（1970年 まんが王）
  - 人類抹殺作戦（秘）指令「Z」（1970年 まんが王）
- 高校生無頼帳 求めよさらば…（1972年 トップコミック）
- フータロウ（1972年 冒険王）
- ネズミのデイト（1972年 週刊少年マガジン）
- どっこいドジ太（1973年〜1974年（全6回） 小学館Book）
- 色情狂室（1974年（全7回） マンガストーリー）
- らりるれラリ子（1975年 週刊少年サンデー）
- 天災は駆け足でやってくる（1975年 ビッグコミックオリジナル）
- 恋人がいっぱい（1976年 週刊明星）
- 野生の王国（1976年 週刊明星）
- 雪の日の物語（1976年 週刊少年サンデー）
- いちヌケ君（1978年（全3回） 高2コース）
- 多目的せーせーかつ入門（1979年、1980年 BOMB!、ぱふ）
- ぬいぐるみ殺人事件（1984年（第3話）漫画の手帖）
- でんじゃらすももちゃん（1993年〜1995年 モノ・マガジン）
- あづま童話（2002年、みこすり半劇場別館）